# Pawieł Douhal
Pawieł Douhal (biał. Павал Мікалаевіч Доўгаль; ur. 22 grudnia 1975 w Mińsku) – białoruski zawodnik pięcioboju nowoczesnego, brązowy medalista olimpijski z Sydney. 

## Kariera
Pawieł Douhal brał udział w mistrzostwach świata w pięcioboju nowoczesnym. W 1997 r. w Sofii zdobył srebrny medal, w 1999 r. w Budapeszcie brązowy medal. W 2000 roku zdobył brązowy medal na igrzyskach olimpijskich w Sydney. Zakończył rywalizację uzyskując łącznie 1168.